# Maverick Films
La Maverick Films è una casa di produzione cinematografica e televisiva fondata nel 1992 da Madonna. Sebbene il suo nome sia legato a quello della famosa cantante, la Maverick Films non è mai stata molto conosciuta, nonostante abbia prodotto film di grande successo commerciale come Agente Cody Banks (2003), Agente Cody Banks 2 - Destinazione Londra (2004) e Material Girls (2006).
In seguito la proprietà ne ha deciso il rilancio per renderla importante avviando la produzione di film, soprattutto rivolti ai giovanissimi.

## Filmografia
Qui sotto sono riportate alcune pellicole prodotte:
- 2003 Agente Cody Banks ("Agent Cody Banks" di Harald Zwart)
- 2004 Agente Cody Banks 2 - Destinazione Londra ("Agent Cody Banks 2 - Destination London" di Kevin Allen)
- 2005 Sam's Lake di (Andrew C. Erin)
- 2006 I'm Going to Tell You a Secret (di Jonas Åkerlund)
- 2006 I'm from Rolling Stone di (Norm Green) (Serie Tv)
- 2006 Material Girls di (Martha Coolidge)
- 2008 Shoot di (Ron Krauss)
- 2008 My Sassy Girl di (Yann Samuell)
- 2008 Digger di (John A. Gallagher)
- 2008 Alyx
- 2008 Bumper di (Enda McCallion)
- 2008 Twilight di (Catherine Hardwicke)
- 2009 Il segreto di David - The Stepfather di (Nelson McCormick)

| Controllo di autorità | VIAF (EN) 313017081 · LCCN (EN) no2003073382 |